# ويليام وايتنغ
ويليام وايتنغ هو محامي وسياسي أمريكي، ولد في 3 مارس 1813 في كونكورد في الولايات المتحدة، وتوفي في 29 يونيو 1873 في بوسطن في الولايات المتحدة. نشط حزبياً في الحزب الجمهوري. وقد انتخب عضو مجلس النواب الأمريكي ‏.